# Münze Hannover
Die Münze Hannover war eine seit dem Mittelalter bekannte Münzprägeanstalt der später zur Stadt gewordenen Siedlung namens Hannover. Im Lauf der Jahrhunderte wechselte der Standort der Einrichtung mehrfach, zur Zeit des Königreichs Hannover bezog sie 1853 ihren letzten Sitz bis zu ihrer Schließung im Jahr 1878 im Gebäude der Münze am Steintor.

## Bekannte Münzmeister
- 1673–1676: Rudolf Bornemann
- 1803–1817: Christian Heinrich Haase
- 1818–1838: Ludewig August Brüel
- 1839–1844: Carl Schlüter
- 1844–1868: Theodor Wilhelm Brüel
- 1868–1878: Hermann Danert[2]

## Prominente Besuche

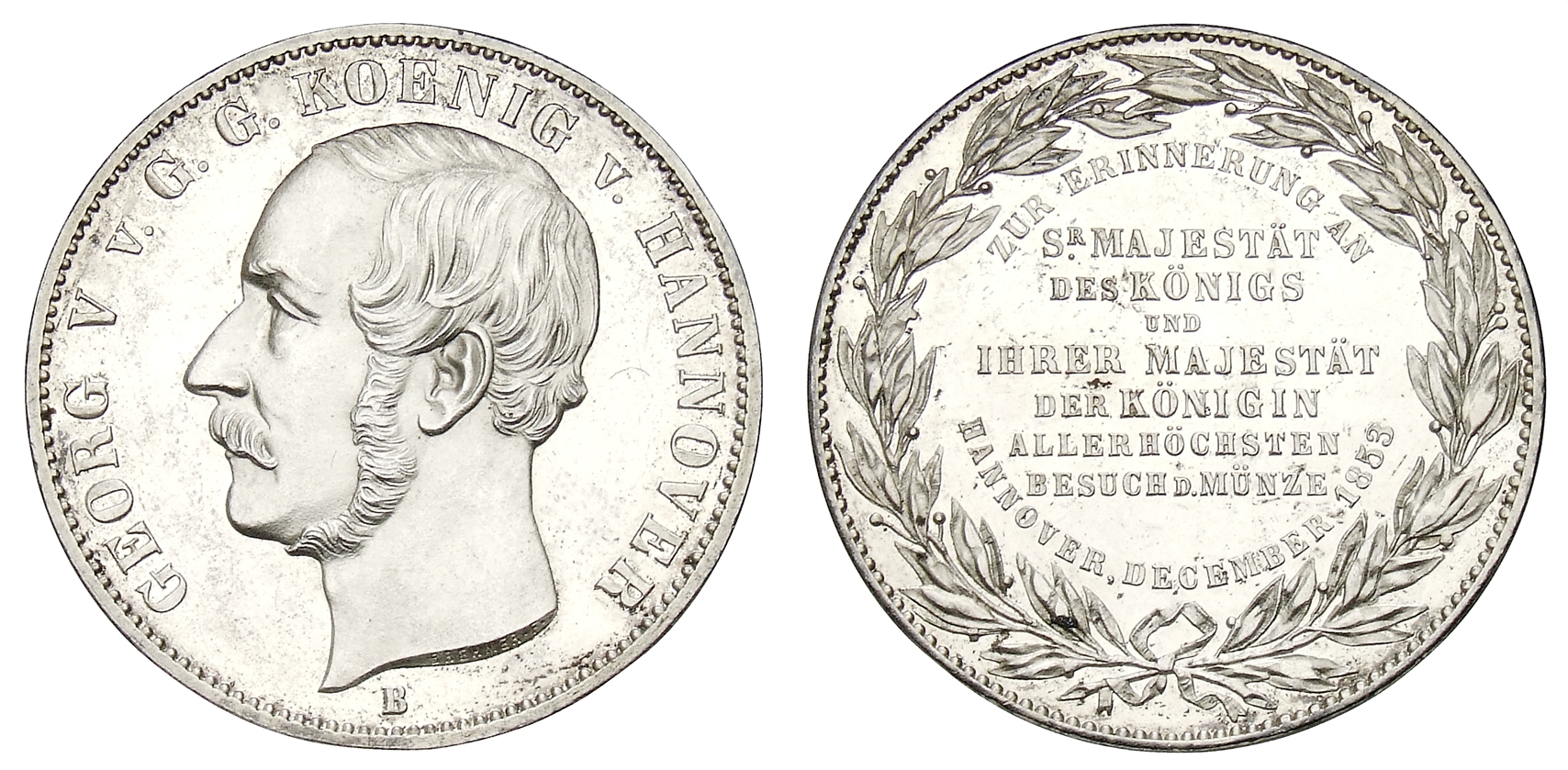
Doppeltaler zum Münzbesuch 1853

- 18. Februar 1843 König Ernst August mit Prägung einer Münzbesuchsmünze
- Dezember 1853 König Georg und Gemahlin mit Prägung einer Münzbesuchsmünze
- 8. Mai 1854 König Georg und Gemahlin mit Prägung einer Münzbesuchsmünze